# TvOS 10
tvOS 10 è la decima versione del sistema operativo per Apple TV sviluppato dalla Apple Inc. È stata presentata durante la WWDC del 2016 e pubblicata ufficialmente il 13 settembre 2016. Tra le varie novità vi è l'introduzione di Siri, l'aggiunta delle applicazioni Foto e Musica, oltre all'integrazione con HomeKit.

## Storia

### Aggiornamenti

#### 10.0.1
tvOS 10.0.1 è stato pubblicato il 24 ottobre 2016 per migliorare la stabilità.

#### 10.1
tvOS 10.1 è stato pubblicato il 12 dicembre 2016. Questo aggiornamento introduce l'applicazione TV. Essa, disponibile solo in America, riunisce tutti i film e le serie televisive ai quali l'utente si è iscritto in un'unica applicazione. Inoltre è stata aggiunta la funzionalità Single Sign-On per evitare di doversi sempre autenticare sulla Apple TV.

#### 10.1.1
tvOS 10.1.1 è stato pubblicato il 13 gennaio 2017, andando a correggere alcuni errori e migliorando la stabilità del sistema operativo.

#### 10.2
tvOS 10.2 è stato pubblicato il 27 marzo 2017, portando alcuni miglioramenti riguardanti Siri e lo scrolling.

## Funzionalità

### Siri
Con la decima versione di tvOS viene introdotto Siri, che offre la possibilità di controllare la Apple TV tramite voce. Permette inoltre di effettuare ricerche universali, ad esempio, su YouTube e di gestire i dispositivi HomeKit. Siri non è ancora disponibile in Italia.

## Tabella delle versioni
| Versione | Versione di iOS | Data di pubblicazione | Disponibile per               |
| -------- | --------------- | --------------------- | ----------------------------- |
| 10.0     | 10.0.1          | 13 settembre 2016     | Apple TV (quarta generazione) |
| 10.0.1   | 10.1            | 24 ottobre 2016       | Apple TV (quarta generazione) |
| 10.1     | 10.2            | 12 dicembre 2016      | Apple TV (quarta generazione) |
| 10.1.1   | 10.2.1          | 13 gennaio 2017       | Apple TV (quarta generazione) |

## Changelog ufficiale
Di seguito è riportato il changelog ufficiale di ogni versione:

### tvOS 10.0
- Siri: Siri ora riconosce lo spagnolo in Messico, l'olandese nei Paesi Bassi, il norvegese in Norvegia e lo svedese in Svezia.
- Cerca con Siri: chiedi a Siri di trovare film per argomento o tema. Ad esempio, chiedi film di spionaggio o i migliori film sul calcio. Questa funzione è disponibile solo negli Stati Uniti.
- Siri per Podcast: per trovare quello che cerchi, devi solo inserire la parola "podcast" nella ricerca di Siri. Ulteriori informazioni.
- Dettatura: ora puoi usare Dettatura con le lingue di sistema in olandese, norvegese e svedese, indipendentemente da dove ti trovi.
- App Store: aggiungi automaticamente le app che hai acquistato sul tuo dispositivo iOS all'Apple TV. Basta accedere a iTunes sull'Apple TV con lo stesso ID Apple che usi per iTunes sul tuo dispositivo iOS. Le app verranno quindi visualizzate dal dispositivo iOS alla schermata Home dell'Apple TV. Ulteriori informazioni.
- Musica: prova un design semplificato completamente rinnovato che renderà più facile che mai trovare la musica che ami.
- Foto: divertiti con la nuova funzione Ricordi, che mette in evidenza i momenti raccolti dalla Libreria foto in una vivace presentazione da riprodurre sul grande schermo.
- Single Sign-On: accedi al tuo fornitore TV via cavo o satellite e usufruisci di un accesso immediato alle app per video supportate incluse nel tuo abbonamento alla Pay TV. Questa funzione è disponibile solo negli Stati Uniti per Apple TV, iPhone, iPad e iPod touch.
- HomeKit: dall'Apple TV, chiedi a Siri di spegnere le luci in soggiorno, di cambiare la temperatura e molto altro. Puoi anche usare l'Apple TV come hub domestico. Puoi configurare le automazioni o accedere alla tua casa in remoto mediante l'app Casa dal tuo dispositivo iOS o dall'Apple Watch.
- Aspetto: puoi modificare l'aspetto dell'Apple TV. Per visualizzare i menu e la schermata Home, puoi scegliere uno sfondo chiaro o scuro.
- Apple Remote Keyboard: con questa funzione, viene visualizzata una tastiera sul tuo iPhone, iPad o iPod touch quando selezioni un campo di testo nell'Apple TV. In questo modo, potrai immettere velocemente il testo nell'Apple TV mediante la tastiera del dispositivo iOS.
- Regolazioni schermo: con Filtri colore potrai distinguere i colori o leggere il testo sullo schermo.

### tvOS 10.0.1
- Questo aggiornamento include miglioramenti generali di prestazioni e stabilità.

### tvOS 10.1
- App TV: scopri nuovi contenuti oppure riprendi dal punto in cui avevi interrotto un film o uno spettacolo, tutto in un unico posto. L'app TV riunisce tutti i film e gli spettacoli dei servizi ai quali sei iscritto, oltre agli acquisti effettuati da iTunes. Questa funzione è disponibile solo negli Stati Uniti per Apple TV, iPhone, iPad e iPod touch.
- Informazioni aggiuntive: questo aggiornamento include anche miglioramenti generali di prestazioni e stabilità.

### tvOS 10.1.1
- Questo aggiornamento include miglioramenti generali di prestazioni e stabilità.